# Eudonia
Eudonia is een geslacht van nachtvlinders uit de familie van de grasmotten (Crambidae).

## Soorten
- E. actias Meyrick, 1899
- E. achlya Clarke, 1986
- E. aeolis Meyrick, 1899
- E. aequalis Kyrki & Svensson, 1986
- E. albafascicula Salmon, 1956
- E. albertalis Dyar, 1928
- E. albilinea Sasaki, 1998
- E. alopecias Meyrick, 1901
- E. alpina (Curtis, 1850)
- E. alticola (Leraut, 1989)
- E. altissima Leraut, 1986
- E. amphicypella Meyrick, 1899
- E. angustea (Curtis, 1827)
- E. anthracias (Meyrick, 1885)
- E. antimacha Meyrick, 1899
- E. antiquella Zetterstedt, 1839
- E. aphrodes (Meyrick, 1885)
- E. aplysia Clarke, 1986
- E. ara Clarke, 1986
- E. aspidota Meyrick
- E. asterisca Meyrick
- E. atmogramma Meyrick, 1915
- E. axena Meyrick
- E. balanopis Meyrick, 1899
- E. bidentata Maes, 2004
- E. bisinualis Hudson, 1928
- E. bronzalis Barnes & Benjamin, 1922
- E. bucolica Meyrick, 1899
- E. camerounensis Maes, 1996
- E. cataxesta Meyrick
- E. citrocosma Meyrick, 1929
- E. clavula Clarke, 1986
- E. clerica Meyrick, 1929
- E. clonodes Meyrick, 1899
- E. colpota Meyrick
- E. commortalis Dyar, 1921
- E. crataea Meyrick, 1899
- E. critica Meyrick
- E. cryerodes Meyrick, 1899
- E. crypsinoa Meyrick
- E. cymatias Meyrick
- E. cyptastis Meyrick, 1909
- E. chalara Meyrick, 1901
- E. characta Meyrick
- E. chlamydota Meyrick
- E. choristis Meyrick, 1907
- E. chrysomicta Meyrick, 1929
- E. dactyliopa Meyrick, 1899
- E. decorella (Stainton, 1859)
- E. deltophora Meyrick
- E. delunella (Stainton, 1849) - zwartvlekgranietmot
- E. demodes Meyrick, 1888
- E. dinodes Meyrick
- E. dochmia Meyrick, 1905
- E. dupla Clarke, 1986
- E. echo Dyar, 1928
- E. empeda Meyrick, 1899
- E. entabeniensis Maes, 2004
- E. epicremna Meyrick
- E. epicryma (Meyrick, 1885)
- E. epimystis Meyrick, 1899
- E. erebochalca Meyrick, 1899
- E. eremitis (Meyrick, 1885)
- E. expallidalis Dyar, 1906
- E. feredayi Knaggs, 1867
- E. fogoalis Derra, 2008
- E. formosa Butler, 1881
- E. fotounii Maes, 1996
- E. franciscalis Munroe, 1972
- E. franclemonti Munroe, 1972
- E. frigida Butler, 1881
- E. geminoflexuosa Nuss, Karsholt & Meyer, 1998
- E. geraea Meyrick, 1899
- E. gigantea Sasaki, 1998
- E. gonodecta Meyrick, 1904
- E. gracilineata Nuss, 2000
- E. gressitti Munroe, 1964
- E. griveaudi (Leraut, 1989)
- E. gyrotoma Meyrick, 1909
- E. halirrhoa Meyrick, 1899
- E. halmaea Meyrick, 1899
- E. hawaiensis Butler, 1881
- E. hemicycla Meyrick
- E. hemiplaca Meyrick
- E. heterosalis McDunnough, 1961
- E. hiranoi Inoue, 1982
- E. homala (Meyrick, 1885)
- E. ianthes Meyrick, 1899
- E. idiogama (Meyrick, 1935)
- E. inouei Sasaki, 1998
- E. interlinealis (Warren, 1905)
- E. ischnias Meyrick, 1888
- E. isophaea Meyrick, 1904
- E. ivelonensis (Leraut, 1989)
- E. japanalpina Inoue, 1982
- E. jucunda Butler, 1881
- E. lacustrata (Panzer, 1804) - lichte granietmot
- E. laetella (Zeller, 1846)
- E. legnota Meyrick
- E. leptalea Meyrick
- E. leucogramma Meyrick, 1884
- E. leucophthalma Dyar, 1928
- E. liebmanni (Petry, 1904)
- E. lindbergalis Viette, 1958
- E. linealis Walker, 1865
- E. lineola (Curtis, 1827) - gehoekte granietmot
- E. locularis Meyrick, 1912
- E. loxocentra Meyrick, 1899
- E. lugubralis Walker, 1865
- E. luminatrix Meyrick, 1909
- E. luteusalis (Hampson, 1907)
- E. lycopodiae Swezey, 1910
- E. macrophanes Meyrick, 1888
- E. madagascariensis (Leraut, 1989)
- E. magnibursa Inoue, 1982
- E. malawiensis Nuss, 2000
- E. malgassicella (Marion, 1956)
- E. manganeutis Meyrick
- E. marioni (Leraut, 1989)
- E. marmarias Meyrick, 1899
- E. mawsoni Womersly & Tinsdale, 1937
- E. medinella Snellen, 1890
- E. melanaegis Meyrick
- E. melanocephala Meyrick, 1899
- E. melanographa (Hampson, 1907)
- E. melichlora Meyrick, 1899
- E. meliturga Meyrick, 1905
- E. mercurella (Linnaeus, 1758) - variabele granietmot
- E. meristis Meyrick, 1899
- E. mesoleuca Meyrick, 1888
- E. miantis Meyrick, 1899
- E. microdontalis Hampson, 1907
- E. microphthalma Meyrick
- E. mineti (Leraut, 1989)
- E. minima (Leraut, 1989)
- E. minualis Walker, 1865
- E. montana Butler, 1882
- E. munroei Clarke, 1986
- E. murana (Curtis, 1827)
- E. nectarias Meyrick, 1899
- E. nectarioides Swezey, 1913
- E. notozeucta Meyrick, 1938
- E. nyctombra Meyrick, 1899
- E. octophora Meyrick, 1885
- E. oculata Philpott, 1927
- E. oenopis Meyrick, 1899
- E. officialis Meyrick, 1929
- E. okuensis Maes, 1996
- E. ombrodes Meyrick, 1888
- E. omichlopis Meyrick, 1899
- E. opostactis Meyrick, 1929
- E. oreas Meyrick
- E. organaea Meyrick, 1901
- E. orthoria Meyrick, 1899
- E. owadai Sasaki, 1998
- E. oxythyma Meyrick, 1899
- E. pachyerga Meyrick, 1927
- E. pachysema Meyrick, 1888
- E. paghmanella Leraut, 1985
- E. paltomacha Meyrick
- E. pallida (Curtis, 1827)
- E. parachlora Meyrick, 1899
- E. parviangusta Nuss, Karsholt & Meyer, 1998
- E. passalota Meyrick, 1899
- E. pentaspila Meyrick, 1899
- E. perierga (Meyrick, 1885)
- E. perinetensis (Leraut, 1989)
- E. periphanes Meyrick
- E. peronetis Meyrick, 1899
- E. persimilis Sasaki, 1991
- E. petrophila (Standfuss, 1848)
- E. phaeoleuca (Zeller, 1846)
- E. philerga (Meyrick, 1884)
- E. rectilinea (Zeller, 1874)
- E. rotundalis Munroe, 1972
- E. scoriella (Wollaston, 1858)
- E. schwarzalis (Dyar, 1906)
- E. senecaensis Huemer & Leraut, 1993
- E. shafferi Nuss, Karsholt & Meyer, 1998
- E. sogai (Leraut, 1989)
- E. spaldingalis (Barnes & McDunnough, 1912)
- E. speideli Leraut, 1982
- E. spenceri Munroe, 1972
- E. stenota (Wollaston, 1858)
- E. steropaea Meyrick
- E. stoliczkana Moore, 1878
- E. strigalis Dyar, 1906
- E. struthias Meyrick, 1899
- E. submarginalis Walker, 1863
- E. sudetica (Zeller, 1839)
- E. synapta (Meyrick, 1885)
- E. taiwanalpina Sasaki, 1998
- E. tetranesa Meyrick, 1899
- E. thalamias Meyrick, 1899
- E. thomealis (Viette, 1957)
- E. threnodes (Meyrick, 1887)
- E. thyellopis Meyrick, 1899
- E. thyridias Meyrick, 1905
- E. torniplagalis Dyar, 1904
- E. torodes Meyrick, 1901
- E. triacma Meyrick, 1899
- E. triclara Meyrick, 1905
- E. trivirgata Felder
- E. truncicolella (Stainton, 1849) - roomkleurige granietmot
- E. tyraula Meyrick, 1899
- E. tyrophanta (Meyrick, 1932)
- E. umbrosa Sasaki, 1998
- E. ustiramis Meyrick, 1931
- E. vallesialis (Duponchel, 1832)
- E. venosa Butler, 1881
- E. viettei (Leraut, 1989)
- E. vivida Munroe, 1972
- E. xysmatias Meyrick, 1907
- E. yaoundeiensis Maes, 1996
- E. zophochlaena Meyrick, 1923
- E. zophochlora Meyrick, 1899